# Peridinina
La peridinina è un carotenoide. È un pigmento accessorio presente nei dinoflagellati come Amphidinium carterae.